# 段易長順
段易長順，大理國皇女。
根據1971年雲南大理出土的《大理國高姬墓銘碑》碑文記載，她是大理景宗段正興的女兒，後出嫁相國高妙音護。